# Archips xylosteana
Espèce
Archips xylosteana est une espèce d'insectes de la l'ordre des lépidoptères (papillons), de la famille des Tortricidae.

## Biologie
Ce papillon appartenant à un groupe de papillons appelés tordeuses, parce que leurs chenilles pour se protéger enroulent les feuilles autour d'elles.

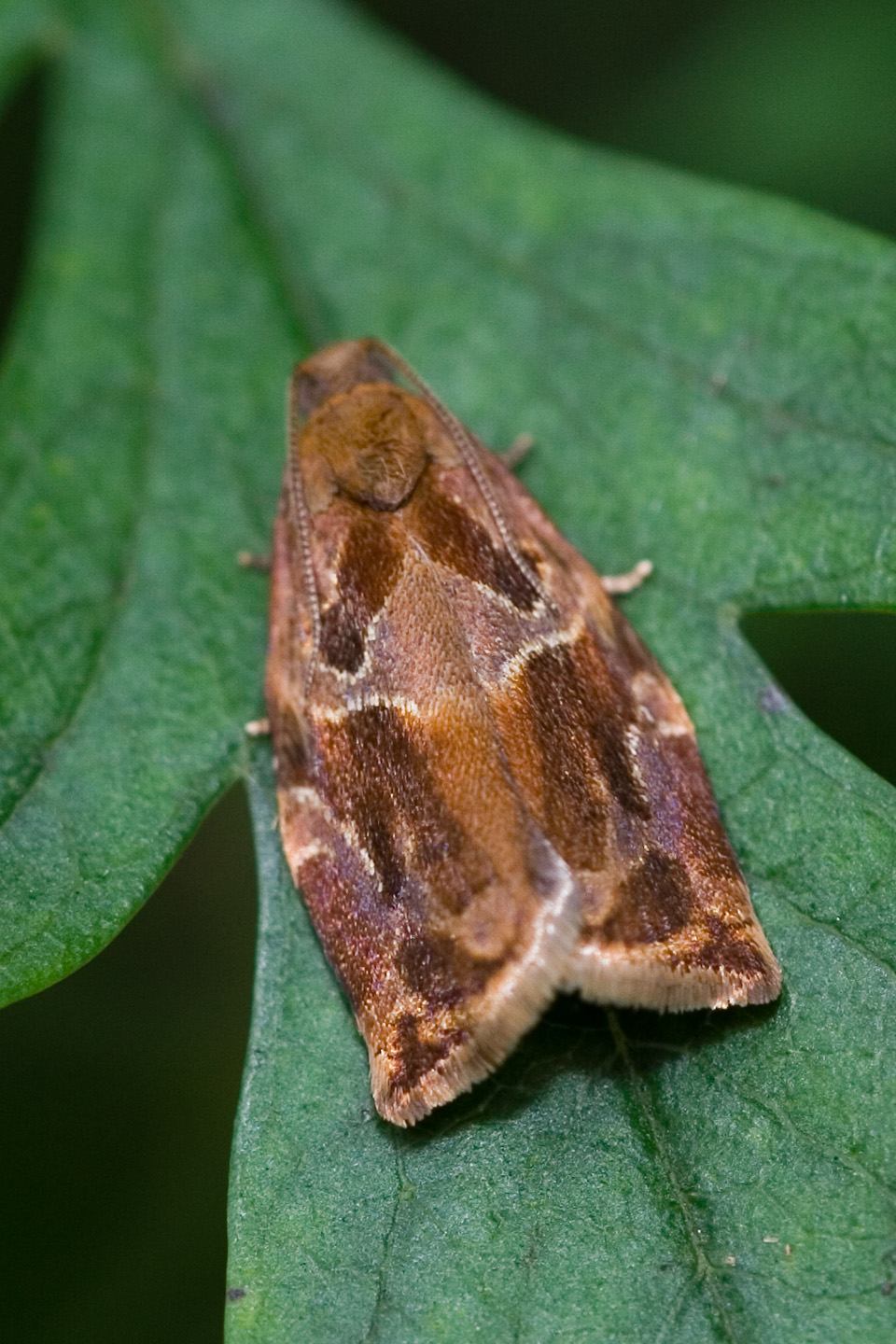
Archips xylosteana

Il fait partie des centaines d'espèces dont les chenilles se nourrissent au chêne, en compagnie d'autres tordeuses, de pyrales ainsi que de géomètres (cheimatobies, hibernies, Agriopis).

## Description
Le dessin des ailes peut apparaître de loin asymétrique, c'est parce qu'au repos, une aile recouvre l'autre et cache une partie du motif de cette dernière.
La chenille est gris blanchâtre à bleutée, avec des reflets verdâtres.

Elle se développe à partir d’avril, dans une feuille enroulée perpendiculairement à la nervure principale.